# MŽNL Osijek – Vinkovci 2012./13.
Međužupanijska nogometna liga Osijek – Vinkovci četvrti je stupanj nogometnih natjecanja u Hrvatskoj. Ova liga nastala je 2011. godine nakon ukidanja 4. HNL – Istok. U ligi sudjeluju nogometni klubovi s područja Osječko-baranjske županije i Vukovarsko-srijemske županije. Prvoplasirani klub prelazi u viši razred – 3. HNL – Istok, a posljednji ispadaju u 1. ŽNL Osječko-baranjsku ili 1. ŽNL Vukovarsko-srijemsku, ovisno o teritorijalnoj pripadnosti.
Prvenstvo je osvojla NK Bobota Agrar, ali nije prešla u viši razred, već se u 3. HNL plasirao drugoplasirani HNK Vukovar 1991. Iz lige su ispali NK Slavonac Gradište, NK Sladorana Županja i NK Elektra Osijek.

## Tablica
| Mj. | Klub                            | Sus. | Pob | Nerj. | Por. | GR.   | Bod. |
| --- | ------------------------------- | ---- | --- | ----- | ---- | ----- | ---- |
| 1.  | NK Bobota Agrar                 | 32   | 21  | 5     | 6    | 57:22 | 68   |
| 2.  | HNK Vukovar 1991                | 32   | 21  | 2     | 9    | 69:42 | 65   |
| 3.  | NK Zrinski Jurjevac Punitovački | 32   | 20  | 3     | 9    | 65:37 | 63   |
| 4.  | NK Torpedo Kuševac              | 32   | 18  | 5     | 9    | 55:38 | 59   |
| 5.  | NK Jadran Gunja                 | 32   | 18  | 3     | 11   | 59:44 | 57   |
| 6.  | NK Nosteria Nuštar              | 32   | 16  | 4     | 12   | 65:51 | 52   |
| 7.  | NK Metalac Osijek               | 32   | 15  | 6     | 11   | 54:44 | 51   |
| 8.  | NK Vuteks-Sloga Vukovar         | 32   | 13  | 7     | 12   | 49:38 | 46   |
| 9.  | NK Valpovka Valpovo             | 32   | 13  | 5     | 14   | 45:51 | 44   |
| 10. | NK Grafičar-Vodovod Osijek      | 32   | 13  | 3     | 16   | 61:49 | 42   |
| 11. | NK Čepin                        | 32   | 12  | 5     | 15   | 53:62 | 41   |
| 12. | HNK Fruškogorac Ilok            | 32   | 10  | 5     | 17   | 46:50 | 35   |
| 13. | NK FEŠK Feričanci               | 32   | 8   | 9     | 15   | 38:61 | 33   |
| 14. | NK Zrinski Tordinci             | 32   | 8   | 8     | 16   | 31:50 | 32   |
| 15. | NK Slavonac Gradište            | 32   | 7   | 10    | 15   | 31:56 | 31   |
| 16. | NK Sladorana Županja            | 32   | 7   | 7     | 18   | 32:69 | 28   |
| 17. | NK Elektra Osijek               | 32   | 7   | 3     | 22   | 41:87 | 24   |

## Rezultati
| NK Nosteria Nuštar - NK Zrinski Jurjevac Punitovački 0:0 NK Sladorana Županja - NK Elektra Osijek 2:0 NK Grafičar-Vodovod Osijek - HNK Vukovar 1991 7:1 NK FEŠK Feričanci - NK Jadran Gunja 0:1 NK Torpedo Kuševac - NK Slavonac Gradište 2:0 HNK Fruškogorac Ilok - NK Bobota Agrar 0:3 NK Vuteks-Sloga Vukovar - NK Valpovka Valpovo 1:1 NK Zrinski Tordinci - NK Čepin 2:1 NK Metalac Osijek slobodan        | NK Metalac Osijek - NK Zrinski Tordinci 4:1 ↓note1 NK Čepin - NK Vuteks-Sloga Vukovar 2:0 ↓note1 NK Valpovka Valpovo - HNK Fruškogorac Ilok 1:0 NK Bobota Agrar - NK Torpedo Kuševac 5:0 NK Slavonac Gradište - NK FEŠK Feričanci 2:2 NK Jadran Gunja - NK Grafičar-Vodovod Osijek 3:1 HNK Vukovar 1991 - NK Sladorana Županja 4:2 NK Elektra Osijek - NK Nosteria Nuštar 5:6 NK Zrinski Jurjevac Punitovački slobodan | NK Vuteks-Sloga Vukovar - NK Metalac Osijek 1:1 HNK Fruškogorac Ilok - NK Čepin 2:2 NK Torpedo Kuševac - NK Valpovka Valpovo 3:0 NK FEŠK Feričanci - NK Bobota Agrar 1:3 NK Grafičar-Vodovod Osijek - NK Slavonac Gradište 3:0 NK Sladorana Županja - NK Jadran Gunja 0:2 NK Nosteria Nuštar - HNK Vukovar 1991 3:0 NK Zrinski Jurjevac Punitovački - NK Elektra Osijek 3:0 NK Zrinski Tordinci slobodan |
| NK Metalac Osijek - HNK Fruškogorac Ilok 2:1 NK Zrinski Tordinci - NK Vuteks-Sloga Vukovar 2:1 NK Čepin - NK Torpedo Kuševac 2:0 NK Valpovka Valpovo - NK FEŠK Feričanci 4:0 NK Bobota Agrar - NK Grafičar-Vodovod Osijek 1:0 NK Slavonac Gradište - NK Sladorana Županja 1:1 NK Jadran Gunja - NK Nosteria Nuštar 2:1 HNK Vukovar 1991 - NK Zrinski Jurjevac Punitovački 3:1 ↓note2 NK Elektra Osijek slobodan | NK Torpedo Kuševac - NK Metalac Osijek 2:0 HNK Fruškogorac Ilok - NK Zrinski Tordinci 1:0 NK FEŠK Feričanci - NK Čepin 0:1 NK Grafičar-Vodovod Osijek - NK Valpovka Valpovo 0:1 NK Sladorana Županja - NK Bobota Agrar 0:0 NK Nosteria Nuštar - NK Slavonac Gradište 0:0 NK Zrinski Jurjevac Punitovački - NK Jadran Gunja 2:1 NK Elektra Osijek - HNK Vukovar 1991 0:2 NK Vuteks-Sloga Vukovar slobodan               | NK Metalac Osijek - NK FEŠK Feričanci 4:1 NK Zrinski Tordinci - NK Torpedo Kuševac 2:1 NK Vuteks-Sloga Vukovar - HNK Fruškogorac Ilok 1:0 NK Čepin - NK Grafičar-Vodovod Osijek 4:1 NK Valpovka Valpovo - NK Sladorana Županja 4:0 NK Bobota Agrar - NK Nosteria Nuštar 4:0 NK Slavonac Gradište - NK Zrinski Jurjevac Punitovački 2:3 NK Jadran Gunja - NK Elektra Osijek 4:0 HNK Vukovar 1991 slobodan |
| NK Grafičar-Vodovod Osijek - NK Metalac Osijek 0:0 NK FEŠK Feričanci - NK Zrinski Tordinci 1:1 NK Torpedo Kuševac - NK Vuteks-Sloga Vukovar 3:2 NK Sladorana Županja - NK Čepin 2:2 NK Nosteria Nuštar - NK Valpovka Valpovo 3:0 NK Zrinski Jurjevac Punitovački - NK Bobota Agrar 1:2 NK Elektra Osijek - NK Slavonac Gradište 1:1 HNK Vukovar 1991 - NK Jadran Gunja 1:0 HNK Fruškogorac Ilok slobodan        | NK Metalac Osijek - NK Sladorana Županja 4:0 NK Zrinski Tordinci - NK Grafičar-Vodovod Osijek 2:0 NK Vuteks-Sloga Vukovar - NK FEŠK Feričanci 4:1 HNK Fruškogorac Ilok - NK Torpedo Kuševac 0:2 NK Čepin - NK Nosteria Nuštar 1:2 NK Valpovka Valpovo - NK Zrinski Jurjevac Punitovački 2:1 NK Bobota Agrar - NK Elektra Osijek 2:1 NK Slavonac Gradište - HNK Vukovar 1991 2:3 NK Jadran Gunja slobodan               | NK Nosteria Nuštar - NK Metalac Osijek 3:0 NK Sladorana Županja - NK Zrinski Tordinci 1:1 NK Grafičar-Vodovod Osijek - NK Vuteks-Sloga Vukovar 1:0 NK FEŠK Feričanci - HNK Fruškogorac Ilok 3:3 NK Zrinski Jurjevac Punitovački - NK Čepin 2:1 NK Elektra Osijek - NK Valpovka Valpovo 3:1 HNK Vukovar 1991 - NK Bobota Agrar 2:0 NK Jadran Gunja - NK Slavonac Gradište 5:0 NK Torpedo Kuševac slobodan |
| NK Metalac Osijek - NK Zrinski Jurjevac Punitovački 2:0 NK Zrinski Tordinci - NK Nosteria Nuštar 4:1 NK Vuteks-Sloga Vukovar - NK Sladorana Županja 2:0 HNK Fruškogorac Ilok - NK Grafičar-Vodovod Osijek 3:1 NK Torpedo Kuševac - NK FEŠK Feričanci 4:1 NK Čepin - NK Elektra Osijek 4:1 NK Valpovka Valpovo - HNK Vukovar 1991 1:4 NK Bobota Agrar - NK Jadran Gunja 5:1 NK Slavonac Gradište slobodan        | NK Elektra Osijek - NK Metalac Osijek 1:4 NK Zrinski Jurjevac Punitovački - NK Zrinski Tordinci 3:2 NK Nosteria Nuštar - NK Vuteks-Sloga Vukovar 5:1 NK Sladorana Županja - HNK Fruškogorac Ilok 3:2 NK Grafičar-Vodovod Osijek - NK Torpedo Kuševac 0:3 HNK Vukovar 1991 - NK Čepin 6:2 NK Jadran Gunja - NK Valpovka Valpovo 4:0 NK Slavonac Gradište - NK Bobota Agrar 0:3 NK FEŠK Feričanci slobodan               | NK Metalac Osijek - HNK Vukovar 1991 0:2 NK Zrinski Tordinci - NK Elektra Osijek 2:1 NK Vuteks-Sloga Vukovar - NK Zrinski Jurjevac Punitovački 1:3 HNK Fruškogorac Ilok - NK Nosteria Nuštar 5:0 NK Torpedo Kuševac - NK Sladorana Županja 5:2 NK FEŠK Feričanci - NK Grafičar-Vodovod Osijek 3:2 NK Čepin - NK Jadran Gunja 3:2 NK Valpovka Valpovo - NK Slavonac Gradište 1:1 NK Bobota Agrar slobodan |
| NK Jadran Gunja - NK Metalac Osijek 2:1 HNK Vukovar 1991 - NK Zrinski Tordinci 4:0 NK Elektra Osijek - NK Vuteks-Sloga Vukovar 2:4 NK Zrinski Jurjevac Punitovački - HNK Fruškogorac Ilok 2:0 NK Nosteria Nuštar - NK Torpedo Kuševac 1:1 NK Sladorana Županja - NK FEŠK Feričanci 1:0 NK Slavonac Gradište - NK Čepin 1:1 NK Bobota Agrar - NK Valpovka Valpovo 2:0 NK Grafičar-Vodovod Osijek slobodan        | NK Metalac Osijek - NK Slavonac Gradište 6:2 NK Zrinski Tordinci - NK Jadran Gunja 1:1 NK Vuteks-Sloga Vukovar - HNK Vukovar 1991 0:0 HNK Fruškogorac Ilok - NK Elektra Osijek 5:1 NK Torpedo Kuševac - NK Zrinski Jurjevac Punitovački 1:0 NK FEŠK Feričanci - NK Nosteria Nuštar 3:0 NK Grafičar-Vodovod Osijek - NK Sladorana Županja 5:0 NK Čepin - NK Bobota Agrar 1:3 NK Valpovka Valpovo slobodan               | NK Bobota Agrar - NK Metalac Osijek 0:0 NK Slavonac Gradište - NK Zrinski Tordinci 1:0 NK Jadran Gunja - NK Vuteks-Sloga Vukovar 3:1 HNK Vukovar 1991 - HNK Fruškogorac Ilok 3:1 NK Elektra Osijek - NK Torpedo Kuševac 0:4 NK Zrinski Jurjevac Punitovački - NK FEŠK Feričanci 1:1 NK Nosteria Nuštar - NK Grafičar-Vodovod Osijek 1:2 NK Valpovka Valpovo - NK Čepin 5:2 NK Sladorana Županja slobodan |
| NK Metalac Osijek - NK Valpovka Valpovo 2:0 NK Zrinski Tordinci - NK Bobota Agrar 0:1 NK Vuteks-Sloga Vukovar - NK Slavonac Gradište 1:0 HNK Fruškogorac Ilok - NK Jadran Gunja 0:0 NK Torpedo Kuševac - HNK Vukovar 1991 2:0 NK FEŠK Feričanci - NK Elektra Osijek 2:0 NK Grafičar-Vodovod Osijek - NK Zrinski Jurjevac Punitovački 1:2 NK Sladorana Županja - NK Nosteria Nuštar 0:2 NK Čepin slobodan        | NK Čepin - NK Metalac Osijek 2:2 NK Valpovka Valpovo - NK Zrinski Tordinci 2:1 NK Bobota Agrar - NK Vuteks-Sloga Vukovar 3:1 NK Slavonac Gradište - HNK Fruškogorac Ilok 0:4 NK Jadran Gunja - NK Torpedo Kuševac 1:0 HNK Vukovar 1991 - NK FEŠK Feričanci 4:1 NK Elektra Osijek - NK Grafičar-Vodovod Osijek 0:6 NK Zrinski Jurjevac Punitovački - NK Sladorana Županja 4:0 NK Nosteria Nuštar slobodan               | NK Zrinski Jurjevac Punitovački - NK Nosteria Nuštar 3:1 NK Elektra Osijek - NK Sladorana Županja 1:1 HNK Vukovar 1991 - NK Grafičar-Vodovod Osijek 4:1 NK Jadran Gunja - NK FEŠK Feričanci 2:0 NK Slavonac Gradište - NK Torpedo Kuševac 1:2 NK Bobota Agrar - HNK Fruškogorac Ilok 2:0 NK Valpovka Valpovo - NK Vuteks-Sloga Vukovar 1:1 NK Čepin - NK Zrinski Tordinci 2:0 NK Metalac Osijek slobodan |
| NK Zrinski Tordinci - NK Metalac Osijek 1:2 NK Vuteks-Sloga Vukovar - NK Čepin 2:1 HNK Fruškogorac Ilok - NK Valpovka Valpovo 1:0 NK Torpedo Kuševac - NK Bobota Agrar 1:0 NK FEŠK Feričanci - NK Slavonac Gradište 0:0 NK Grafičar-Vodovod Osijek - NK Jadran Gunja 3:2 NK Sladorana Županja - HNK Vukovar 1991 2:0 NK Nosteria Nuštar - NK Elektra Osijek 4:1 NK Zrinski Jurjevac Punitovački slobodan        | NK Metalac Osijek - NK Vuteks-Sloga Vukovar 2:0 NK Čepin - HNK Fruškogorac Ilok 1:0 NK Valpovka Valpovo - NK Torpedo Kuševac 0:0 NK Bobota Agrar - NK FEŠK Feričanci 4:0 NK Slavonac Gradište - NK Grafičar-Vodovod Osijek 0:4 NK Jadran Gunja - NK Sladorana Županja 4:1 HNK Vukovar 1991 - NK Nosteria Nuštar 2:1 NK Elektra Osijek - NK Zrinski Jurjevac Punitovački 0:1 NK Zrinski Tordinci slobodan               | HNK Fruškogorac Ilok - NK Metalac Osijek 5:0 NK Vuteks-Sloga Vukovar - NK Zrinski Tordinci 0:0 NK Torpedo Kuševac - NK Čepin 2:2 NK FEŠK Feričanci - NK Valpovka Valpovo 2:0 NK Grafičar-Vodovod Osijek - NK Bobota Agrar 1:0 NK Sladorana Županja - NK Slavonac Gradište 0:3 NK Nosteria Nuštar - NK Jadran Gunja 3:0 NK Zrinski Jurjevac Punitovački - HNK Vukovar 1991 3:2 NK Elektra Osijek slobodan |
| NK Metalac Osijek - NK Torpedo Kuševac 1:0 NK Zrinski Tordinci - HNK Fruškogorac Ilok 1:0 NK Čepin - NK FEŠK Feričanci 0:2 NK Valpovka Valpovo - NK Grafičar-Vodovod Osijek 2:1 NK Bobota Agrar - NK Sladorana Županja 0:0 NK Slavonac Gradište - NK Nosteria Nuštar 1:1 NK Jadran Gunja - NK Zrinski Jurjevac Punitovački 3:1 HNK Vukovar 1991 - NK Elektra Osijek 4:0 NK Vuteks-Sloga Vukovar slobodan        | NK FEŠK Feričanci - NK Metalac Osijek 1:0 NK Torpedo Kuševac - NK Zrinski Tordinci 2:2 HNK Fruškogorac Ilok - NK Vuteks-Sloga Vukovar 0:3 NK Grafičar-Vodovod Osijek - NK Čepin 6:1 NK Sladorana Županja - NK Valpovka Valpovo 2:0 NK Nosteria Nuštar - NK Bobota Agrar 3:0 NK Zrinski Jurjevac Punitovački - NK Slavonac Gradište 5:0 NK Elektra Osijek - NK Jadran Gunja 0:1 HNK Vukovar 1991 slobodan               | NK Metalac Osijek - NK Grafičar-Vodovod Osijek 1:1 NK Zrinski Tordinci - NK FEŠK Feričanci 1:1 NK Vuteks-Sloga Vukovar - NK Torpedo Kuševac 0:1 NK Čepin - NK Sladorana Županja 3:1 NK Valpovka Valpovo - NK Nosteria Nuštar 4:2 NK Bobota Agrar - NK Zrinski Jurjevac Punitovački 2:0 NK Slavonac Gradište - NK Elektra Osijek 4:0 NK Jadran Gunja - HNK Vukovar 1991 1:0 HNK Fruškogorac Ilok slobodan |
| NK Sladorana Županja - NK Metalac Osijek 1:2 NK Grafičar-Vodovod Osijek - NK Zrinski Tordinci 2:0 NK FEŠK Feričanci - NK Vuteks-Sloga Vukovar 3:0 NK Torpedo Kuševac - HNK Fruškogorac Ilok 2:0 NK Nosteria Nuštar - NK Čepin 4:1 NK Zrinski Jurjevac Punitovački - NK Valpovka Valpovo 5:0 NK Elektra Osijek - NK Bobota Agrar 3:4 HNK Vukovar 1991 - NK Slavonac Gradište 2:0 NK Jadran Gunja slobodan        | NK Metalac Osijek - NK Nosteria Nuštar 1:2 NK Zrinski Tordinci - NK Sladorana Županja 1:1 NK Vuteks-Sloga Vukovar - NK Grafičar-Vodovod Osijek 2:0 HNK Fruškogorac Ilok - NK FEŠK Feričanci 2:0 NK Čepin - NK Zrinski Jurjevac Punitovački 0:2 NK Valpovka Valpovo - NK Elektra Osijek 1:1 NK Bobota Agrar - HNK Vukovar 1991 2:0 NK Slavonac Gradište - NK Jadran Gunja 1:0 NK Torpedo Kuševac slobodan               | NK Zrinski Jurjevac Punitovački - NK Metalac Osijek 4:1 NK Nosteria Nuštar - NK Zrinski Tordinci 2:0 NK Sladorana Županja - NK Vuteks-Sloga Vukovar 0:4 NK Grafičar-Vodovod Osijek - HNK Fruškogorac Ilok 2:2 NK FEŠK Feričanci - NK Torpedo Kuševac 0:0 NK Elektra Osijek - NK Čepin 2:1 HNK Vukovar 1991 - NK Valpovka Valpovo 2:0 NK Jadran Gunja - NK Bobota Agrar 2:0 NK Slavonac Gradište slobodan |
| NK Metalac Osijek - NK Elektra Osijek 3:0 NK Zrinski Tordinci - NK Zrinski Jurjevac Punitovački 1:0 NK Vuteks-Sloga Vukovar - NK Nosteria Nuštar 1:0 HNK Fruškogorac Ilok - NK Sladorana Županja 2:1 NK Torpedo Kuševac - NK Grafičar-Vodovod Osijek 3:1 NK Čepin - HNK Vukovar 1991 4:0 NK Valpovka Valpovo - NK Jadran Gunja 2:0 NK Bobota Agrar - NK Slavonac Gradište 1:0 NK FEŠK Feričanci slobodan        | HNK Vukovar 1991 - NK Metalac Osijek 2:0 NK Elektra Osijek - NK Zrinski Tordinci 4:1 NK Zrinski Jurjevac Punitovački - NK Vuteks-Sloga Vukovar 2:1 NK Nosteria Nuštar - HNK Fruškogorac Ilok 3:0 NK Sladorana Županja - NK Torpedo Kuševac 2:1 NK Grafičar-Vodovod Osijek - NK FEŠK Feričanci 6:0 NK Jadran Gunja - NK Čepin 3:1 NK Slavonac Gradište - NK Valpovka Valpovo 4:1 NK Bobota Agrar slobodan               | NK Metalac Osijek - NK Jadran Gunja 6:4 NK Zrinski Tordinci - HNK Vukovar 1991 1:3 NK Vuteks-Sloga Vukovar - NK Elektra Osijek 7:0 HNK Fruškogorac Ilok - NK Zrinski Jurjevac Punitovački 3:2 NK Torpedo Kuševac - NK Nosteria Nuštar 3:2 NK FEŠK Feričanci - NK Sladorana Županja 2:0 NK Čepin - NK Slavonac Gradište 2:0 NK Valpovka Valpovo - NK Bobota Agrar 3:1 NK Grafičar-Vodovod Osijek slobodan |
| NK Slavonac Gradište - NK Metalac Osijek 1:0 NK Jadran Gunja - NK Zrinski Tordinci 2:0 HNK Vukovar 1991 - NK Vuteks-Sloga Vukovar 1:2 NK Elektra Osijek - HNK Fruškogorac Ilok 3:2 NK Zrinski Jurjevac Punitovački - NK Torpedo Kuševac 2:0 NK Nosteria Nuštar - NK FEŠK Feričanci 4:3 NK Sladorana Županja - NK Grafičar-Vodovod Osijek 3:0 NK Bobota Agrar - NK Čepin 3:1 NK Valpovka Valpovo slobodan        | NK Metalac Osijek - NK Bobota Agrar 0:0 NK Zrinski Tordinci - NK Slavonac Gradište 1:1 NK Vuteks-Sloga Vukovar - NK Jadran Gunja 5:0 HNK Fruškogorac Ilok - HNK Vukovar 1991 0:3 NK Torpedo Kuševac - NK Elektra Osijek 0:4 NK FEŠK Feričanci - NK Zrinski Jurjevac Punitovački 2:2 NK Grafičar-Vodovod Osijek - NK Nosteria Nuštar 2:0 NK Čepin - NK Valpovka Valpovo 2:1 NK Sladorana Županja slobodan               | NK Valpovka Valpovo - NK Metalac Osijek 4:0 NK Bobota Agrar - NK Zrinski Tordinci 1:0 NK Slavonac Gradište - NK Vuteks-Sloga Vukovar 0:0 NK Jadran Gunja - HNK Fruškogorac Ilok 1:1 HNK Vukovar 1991 - NK Torpedo Kuševac 3:1 NK Elektra Osijek - NK FEŠK Feričanci 3:0 NK Zrinski Jurjevac Punitovački - NK Grafičar-Vodovod Osijek 2:0 NK Nosteria Nuštar - NK Sladorana Županja 5:1 NK Čepin slobodan |
| NK Metalac Osijek - NK Čepin 3:0 NK Zrinski Tordinci - NK Valpovka Valpovo 0:3 NK Vuteks-Sloga Vukovar - NK Bobota Agrar 0:0 HNK Fruškogorac Ilok - NK Slavonac Gradište 1:2 NK Torpedo Kuševac - NK Jadran Gunja 4:2 NK FEŠK Feričanci - HNK Vukovar 1991 2:2 NK Grafičar-Vodovod Osijek - NK Elektra Osijek 1:3 NK Sladorana Županja - NK Zrinski Jurjevac Punitovački 2:3 NK Nosteria Nuštar slobodan        | | |